# Air Anka
Air Anka — турецька авіакомпанія, заснована у 2021 році. 
Базується в Ізмірі, вона почала працювати як вантажна авіакомпанія в середині 2022 року, але перейшла на пасажирські рейси на початку 2023 року.

## Історія
Air Anka, що базується в Ізмірі, Туреччина, була заснована у 2021 році. 
Плани на 2022 рік передбачали, що це буде вантажна авіакомпанія. 
 
Вона почала наймати екіпаж у березні 2022 року. 
 
Авіакомпанія отримала сертифікат експлуатанта від Генерального директорату цивільної авіації в серпні 2022 року. 
Два її літаки на той час зберігалися в аеропорту Ататюрка. 

Тестовий політ було здійснено зі Стамбула до Анкари 15 серпня. 

У січні 2023 року перевізник також отримав дозволи на перевезення пасажирів. 
 
Пізніше того ж місяця вона виступила спонсором Survivor Turkey і здійснив свій перший прибутковий пасажирський рейс, перевізши учасників шоу до Домініканської Республіки. 

## Флот
Станом на січень 2023 року, Air Anka експлуатує такі літаки:
- 2 A330-200
- 1 A330-300